# Austrochaperina adelphe
Austrochaperina adelphe (tên tiếng Anh: Northern Territory Frog) là một loài ếch trong họ Nhái bầu. Chúng là loài đặc hữu của Úc.
Các môi trường sống tự nhiên của chúng là đầm nước nhiệt đới hoặc cận nhiệt đới, xavan ẩm, sông có nước theo mùa, đầm nước, đầm nước ngọt có nước theo mùa, các đồn điền, vườn nông thôn, các khu rừng trước đây bị suy thoái nặng nề, và kênh đào và mương rãnh.